# Komárany
Komárany – wieś (obec) na Słowacji położona w kraju preszowskim, w powiecie Vranov nad Topľou. Pierwsze wzmianki o miejscowości pochodzą z 1303 roku.
Według danych z dnia 31 grudnia 2012 roku, wieś zamieszkiwało 475 osób, w tym 250 kobiet i 225 mężczyzn.
W 2001 roku rozkład populacji względem narodowości i przynależności etnicznej wyglądał następująco:
- Słowacy – 96,4%
- Czesi – 0,2%
- Romowie – 3,4%

Ze względu na wyznawaną religię struktura mieszkańców kształtowała się w 2001 roku następująco:
- Katolicy rzymscy – 48%
- Grekokatolicy – 25,8%
- Ewangelicy – 24,8%
- Ateiści – 1,2%
- Nie podano – 0,2%